# Mini-cassette

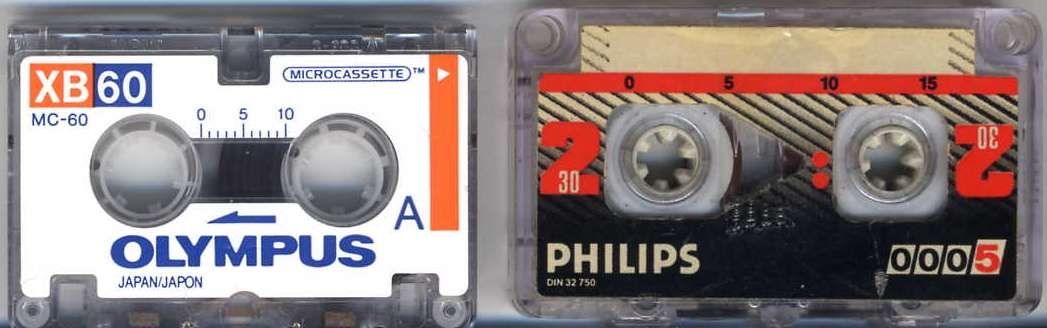
Microcassette vs. minicassette.

El Mini-Cassette o minicasset, és un format de cinta magnètica en casset introduït per Philips el 1967. S'utilitzava principalment en màquines de dictat i també es va utilitzar com a emmagatzematge de dades per a l'ordinador domèstic Philips P2000 El Mini-Cassette es podia reproduir en un reproductor de casset compacte mitjançant un adaptador.

## Característiques

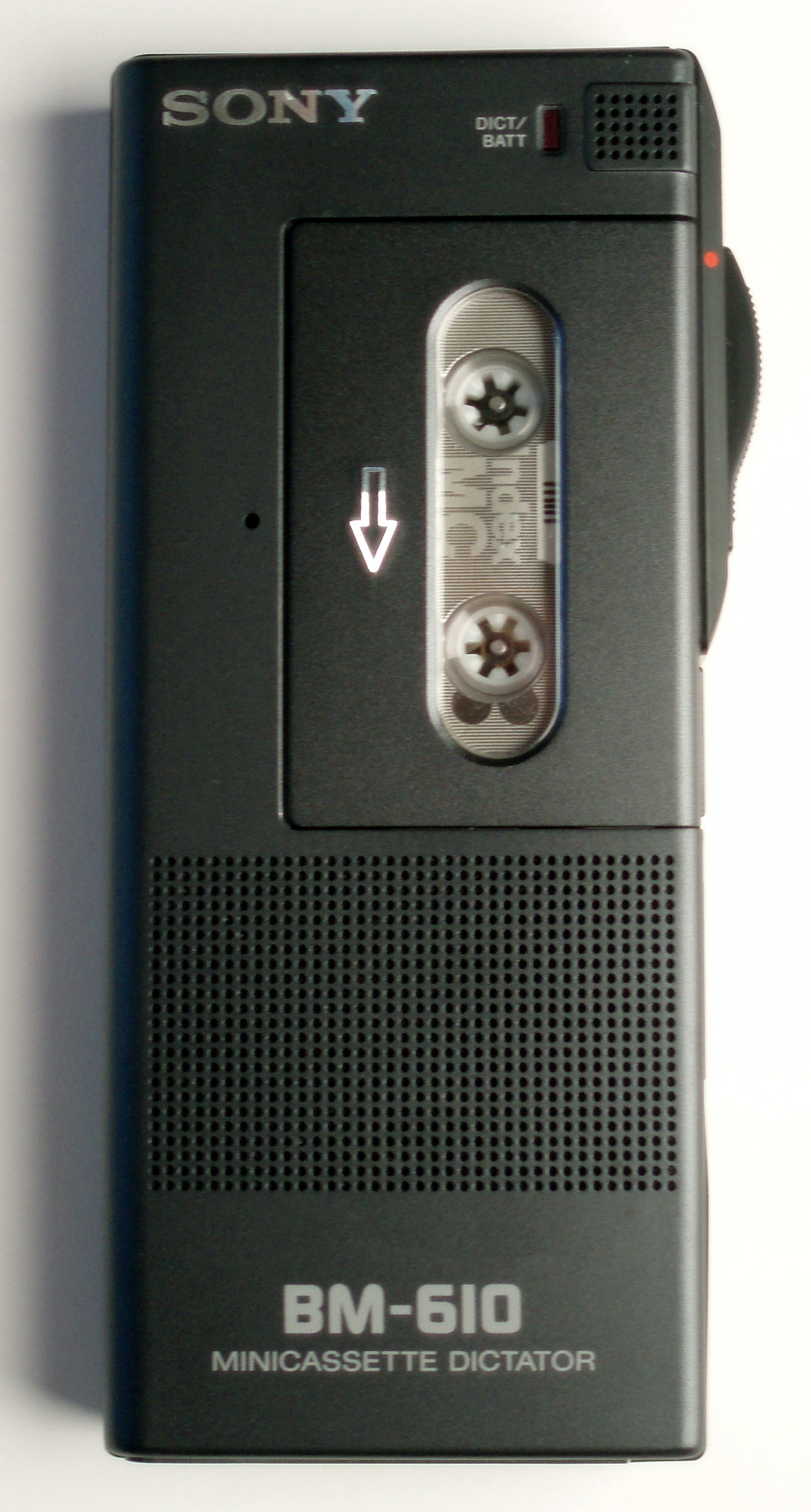
Dictàfon de Mini-Cassette Sony.

A diferència del Compact Cassette, també dissenyat per Philips, i el posterior Microcassette, introduït per Olympus, el Mini-Cassette no utilitza cap sistema d'arrossegament de capstà ; en lloc d'això, la cinta és propulsada pels rodets de les bobines davant del cap de gravació/lectura. Això fa que la mecànica sigui més senzilla i permet que el casset sigui més petit i fàcil d'utilitzar, però produeix un sistema no adequat per una altra tasca diferent a la gravació de veu, ja que la velocitat de la cinta no és constant (2,4 cm/s de mitjana) i la fa propensa al wow and flutter. No obstant això, la manca d'un capstan i d'un embragatge de rodets fa que la cinta s'adapti perfectament a ser recorreguda repetidament cap endavant i cap enrere en distàncies curtes en comparació amb la del microcassete, fet que va comportar l'ús del Mini-Cassette en les primeres generacions de contestadors telefònics, i l'ús continuat en els mercats de dictat i transcripció, on la fidelitat no és crítica, però sí la robustesa de l'emmagatzematge, i on els mitjans analògics encara són preferits.
El 1980, Philips va llançar diversos models de gravadores (MDCR220, LDB4401, LDB4051, etc.) que codificaven i llegien l'àudio de forma digital en un mini-Cassette estàndard. Un model d'ordinador (el Philips P2000) també utilitzava el mini-Cassette com a mitjà digital i proporcionava una gestió automàtica de la unitat, incloent cerca, gestió d'espais i directoris, avanç ràpid i rebobinat.

## Mini Data Cassette
Hewlett-Packard i Verbatim van fabricar un format de casset molt similar, el Mini Data Cassette (Mini Data Cassette HP82176A), encara que eren incompatibles, s'emprava per a l'emmagatzematge de dades mitjançant la seva unitat de cinta HP82161A, que, com el minicassete, no utilitzava capstan.